# Zhou Man
Zhou Man, foi um explorador chinês do século XV, nascido numa família de mercadores em 1378. Quando tinha seis anos de idade seu pai morreu em uma viagem para a Coreia. Após a morte de seu pai, ele deixou sua mãe e seus quatro irmãos mais jovens. Ele trabalhou para uma equipe do imperador quando tinha 22 anos. Aos 32, ele foi reconhecido como "Grande Líder de Todos os Navios Comandados pelo Imperador Mão Rápida."  
Zhou, com a ajuda de outros três comandantes, explorou o Pacífico. Uma inscrição em pedra, datada de 1431, no Palácio da Esposa Celestial de Jiangsu e Liu Shia-Chang foi traduzido: 
Nós, Zheng He e sua armada [incluindo os Admiráveis Hong Bao, Zhou Man, Zhou Wen, e Yang Qing], no princípio do reinado de Zhu Di formamos uma Comissão Imperial que buscou os bárbaros.
No livro 1421 - O ano em que a China descobriu o mundo, do escritor e marinheiro inglês Gavin Menzies especulou que seus juncos podem ter explorado o Pacífico e o Atlântico muito antes dos portugueses e espanhóis.

## Referência
- Menzies, Gavin (2004). 1421 - O ano em que a China descobriu o mundo. Bertrand Brasil. ISBN 8528610098